# Mnachem Risikoff
Mnachem (Mendel) HaKohen Risikoff (in ebraico יאמהדנונחהים‎?; Zhetel, 1866 – Brooklyn, 1960) è stato un filosofo, mistico e rabbino bielorusso.
Rabbino ortodosso in Russia e negli Stati Uniti, prolifico autore di opere accademiche scritte in ebraico, Risikoff ha spesso utilizzato lo pseudonimo stilizzato e simbolico, יאמהדנונחהים, composto dalle lettere ebraiche del suo nome, la parola ebraica per il Signore e il Tetragrammon, uno dei termini di Dio nell'ebraismo.
La sua cancelleria era intestata in ebraico רב ואב״ד לאגודת הקהלות דברוקלין‎? – "Rabbino della Congregazione Ortodossa di Brooklyn." Ebbe inoltre a servire come Segretario del Registro del Knesseth HaRabonim HaOrthdoksim dAmerica vCanada, l'Assemblea dei Rabbini Ortodossi d'America e del Canada.

## Opere in ebraico

### Opere pubblicate (collegamenti ai testi completi)
Tutti i libri in (HE)  sono scaricabili gratis da HebrewBooks.org:
- תפארת מנחם Tiferet Mnachem. (1894)
- דברי מנחם Divrei Mnachem. (1911)
- שערי זבח Shaarei Zevach. (1913)
- מתורת צבי יוסף MiTorat Zvi Yosef. (1925)
- שערי רצון א Shaarei Ratzon, Vol I. (1931)
- שערי רצון ב Shaarei Ratzon, Vol II. (1931)
- שערי שמים חלק א Shaarei Shamayim, Vol I. (1937)
- שערי שמים חלק ב Shaarei Shamayim, Vol II. (1937)
- שערי שמים חלק ג Shaarei Shamayim, Vol III. (1937)
- שערי שמים חלק ד Shaarei Shamayim, Vol IV. (1937)
- שערי שמים חלק ה Shaarei Shamayim, Vol V. (1937)
- פלגי שמן Palgei Shemen. (1939)
- הכהנים והלוים HaKohanim vHaLeviim.(1940)
- לקוטי דינים תורת הכהנים Likutei Dinim Torat HaKohanim. (1948)

### Manoscritti inediti (collegamenti ai testi)
- Shaarei Mizrach. שערי מזרח
- Zikhron Mnachem. זכרון מנחם